# Texto Crítico
Texto Crítico refere-se ao texto ou tipo textual do Novo Testamento em grego. Também é chamado de texto eclético ou texto minoritário por ser baseado fundamentalmente na minoria dos manuscritos do Novo Testamento atualmente existentes, de Texto-tipo Alexandrino, porém, sendo alguns deles consideravelmente antigos, até do segundo século depois de Cristo.
É comum chamar de "Texto Crítico" a todas as edições que mantêm semelhanças ao texto mais utilizado atualmente, o Novum Testamentum Graece (Nestle-Aland), tais como o texto de Westcott e Hort (The New Testament in the Original Greeek), O Novo Testamento Grego" da UBS (GNT/UBS), entre outras. Elas se baseiam em sua maior parte no Texto-tipo Alexandrino.

A maior parte das traduções recentes da Bíblia adota o Texto Crítico, por exemplo: a Nova Versão Internacional (NVI) e a Nova Tradução na Linguagem de Hoje (NTLH), Almeida Revista e Atualizada (ARA), e a Nova Almeida Atualizada (NAA).

## Princípios da Crítica Textual do Novo Testamento
Para estimar se a probabilidade de uma determinada leitura do texto é original ou não, são usadas evidências externas e internas. As evidências que sugerem uma ou outra leitura são ponderadas até que especialistas julguem qual é a mais provável.

### Evidências externas
Vários fatores sugerem maior chance de atestarem uma leitura original, por exemplo:
- Antiguidade: quanto mais antiga for a fonte da leitura, mais provável ela é.
- Quantidade: quanto mais frequente for a leitura, isto é, quanto maior o número de manuscritos antigos que contém tal leitura, mais provável ela é.
- Distribuição geográfica: quanto mais distribuída for a leitura, mais provável ela é. Por exemplo, uma leitura atestada em manuscritos de várias regiões distantes é mais provável que uma encontrada em manuscrito de apenas um lugar.

### Evidências internas
Também são utilizadas as evidências internas, que pressupõem hábitos de copistas bem-intencionados que podiam causar erros:
- A leitura mais curta é mais provável: Às vezes os copistas adicionavam comentários pessoais às margens do texto como anotações para uso próprio. Porém outros copistas desavisados poderiam pensar que os comentários faziam parte do texto, e assim terminariam inserindo inadvertidamente comentários no texto principal quando reproduzissem novas cópias.
- A leitura mais complexa é mais provável: Palavras raras às vezes eram trocadas por sinônimos mais simples. Expressões com maior dificuldade de se explicar podem ter sido corrigidas, como José como "pai" de Jesus em Lucas 2:33 ou a profecia atribuída a Isaías em Marcos 1:2–3 que era, em parte, de Malaquias.

## Controvérsias
O Texto Crítico é contestado por organizações como a Trinitarian Bible Society, que reconhecem apenas o Textus Receptus, em virtude deste último ser endossado pela maioria (mais de 6500 manuscritos) dos manuscritos conhecidos, ter sido amplamente utilizado durante toda a era da Reforma Protestante, e mesmo antes, pelos cristãos Valdenses e Anabatistas, e pela Igreja Católica Ortodoxa Grega. A Igreja Católica Apostólica Romana usa desde o início a Vulgata, que difere bem menos do Textus Receptus que do texto crítico. Algumas das mais conhecidas traduções atuais, como a King James Version em Inglês, a Bíblia de Lutero em alemão, a Statenvertaling em holandês, a Almeida Revista e Corrigida, e a Almeida Corrigida Fiel, são baseadas no Textus Receptus.